# Zedinjena Slovenija
Zedínjena Slovénija je bila glavna zahteva političnih programov Slovencev iz leta 1848, ko so namesto razdrobljenosti na dežele Kranjsko, Štajersko, Primorje in Koroško zahtevali skupno kraljevino Slovenijo, v okviru Avstrijskega cesarstva, enakopravnost slovenskega jezika v javnosti ter jasno nasprotovali načrtovani vključitvi Avstrijskega cesarstva v združeno Nemčijo.

## Zgodovina
Po marčni revoluciji, ki je avstrijskega cesarja Ferdinanda I. prisilila v sprejetje ustave, so v »letu narodov« številni narodi Avstrijskega cesarstva videli priložnost narodne krepitve.
Program »Zedinjene Slovenije« je nastal v več središčih: prvi je zahteve že 17. marca 1848 oblikoval celovški stolni kaplan in narodni buditelj Matija Majar - Ziljski; objavljene so bile 29. marca v časniku Novice. Istega dne je nastala tudi adresa, ki so jo dunajski Slovenci naslovili na kranjske deželne stanove. Pozneje so nastajali še drugi, bolj natančni in odločni programi, med drugim peticija graških Slovencev (16. aprila, objava 22. aprila) in 20. aprila 1848 tudi program dunajskega društva Slovenija, ki mu je v tem času predsedoval sloviti jezikoslovec Fran Miklošič. Geograf Peter Kozler je pripravil brošuro o mejah Slovenije in zemljevid slovenskih dežel z vrisanimi etničnimi mejami. Urednik Novic Janez Bleiweis je na Dunaju v začetku aprila slovenske zahteve predstavil nadvojvodi Janezu, ki je svoj čas 15 let uradoval med Slovenci v Mariboru. Tri ključne točke programa (ustanovitev Slovenije, priznanje slovenščine, ter nasprotovanje vključitvi v Nemčijo) so podpisovali v obliki peticije; ohranjenih 51 podpisnih pol dokazuje, da je program dobil množično podporo. Podpisano peticijo so predložili avstrijskemu parlamentu, ki je obravnaval ustavne načrte o preureditvi monarhije. Po razpustitvi parlamenta in razglasitvi centralistične oktroirane ustave 4. marca 1849 so takšne zahteve postale brezpredmetne.
Z Bachovim absolutizmom leta 1851 so bile politične želje Slovencev potlačene in narodno prebujanje se je preselilo na kulturno področje. V pomladi narodov Slovenci torej niso mogli uresničiti svojih teženj po združitvi.
Program »Zedinjene Slovenije« je ostal skupni slovenski politični program in se je krepil v taborskem gibanju v letih 1868-1871. Po 1. svetovni vojni in razpadu Avstro-Ogrske ga je delno nadomestila zamisel združitve z drugimi južnimi Slovani v skupno državo Jugoslavijo, a je pri tem znaten del slovenskega življa ostal zunaj matične države.

## Vpliv
Po programu se imenuje tudi sedanja slovenska politična stranka Gibanje Zedinjena Slovenija.